# (3395) Jitka
(3395) Jitka es un asteroide perteneciente al cinturón de asteroides, descubierto el 20 de octubre de 1985 por Antonín Mrkos desde el Observatorio Kleť, České Budějovice, República Checa.

## Designación y nombre
Designado provisionalmente como 1985 UN. Fue nombrado Jitka en honor al astrónomo checo Jitka Benes.